# Grand Prix-wegrace van Japan
De Grand Prix van Japan voor motorfietsen is een motorsportrace, die tussen 1963 en 1967 en vanaf 1987 wordt verreden en meetelt voor het wereldkampioenschap wegrace. Het evenement vond tussen 1963 en 1965 en tussen 1987 en 2003 (met uitzondering van 1999) plaats op de Suzuka International Racing Course, in 1966 en 1967 op de Fuji Speedway en in 1999 en sinds 2004 op de Twin Ring Motegi.
Jim Redman is met zes overwinningen de recordhouder van deze Grand Prix, gevolgd door Kevin Schwantz, Daijiro Kato en Valentino Rossi, die elk vier overwinningen hebben.

## Resultaten Grote Prijs van Japan
(gekleurde achtergrond = geen race in het kader van het  Wereldkampioenschap wegrace)

### Van 1962 tot 1967
| Editie | Jaar | Circuit | Klasse | 1e                        | 2e                            | 3e                         | Snelste ronde             |
| ------ | ---- | ------- | ------ | ------------------------- | ----------------------------- | -------------------------- | ------------------------- |
| 1      | 1962 | Suzuka  | 50 cc  | Tommy Robb (Honda)        | Frank Perris (Suzuki)         | Naomi Taniguchi (Honda)    | Onbekend                  |
| 1      | 1962 | Suzuka  | 125 cc | Tommy Robb (Honda)        | Hugh Anderson (Suzuki)        | Isao Morishita (Suzuki)    | Onbekend                  |
| 1      | 1962 | Suzuka  | 250 cc | Jim Redman (Honda)        | Tommy Robb (Honda)            | Fumio Ito (Yamaha)         | Onbekend                  |
| 1      | 1962 | Suzuka  | 350 cc | Jim Redman (Honda)        | Moto Kitano (Honda)           | Tommy Robb (Honda)         | Onbekend                  |
|        |      |         |        |                           |                               |                            |                           |
| 2      | 1963 | Suzuka  | 50 cc  | Luigi Taveri (Honda)      | Hugh Anderson (Suzuki)        | Shunkishi Masuda (Suzuki)  | Luigi Taveri (Honda)      |
| 2      | 1963 | Suzuka  | 125 cc | Frank Perris (Suzuki)     | Jim Redman (Honda)            | Ernst Degner (Suzuki)      | Jim Redman (Honda)        |
| 2      | 1963 | Suzuka  | 250 cc | Jim Redman (Honda)        | Fumio Ito (Yamaha)            | Phil Read (Norton)         | Fumio Ito (Yamaha)        |
| 2      | 1963 | Suzuka  | 350 cc | Jim Redman (Honda)        | Isao Yamashita (Honda)        | Luigi Taveri (Honda)       | Onbekend                  |
|        |      |         |        |                           |                               |                            |                           |
| 3      | 1964 | Suzuka  | 50 cc  | Ralph Bryans (Honda)      | Onbekend                      | Onbekend                   | Ralph Bryans (Honda)      |
| 3      | 1964 | Suzuka  | 125 cc | Ernst Degner (Suzuki)     | Luigi Taveri (Honda)          | Yoshimi Katayama (Suzuki)  | Hugh Anderson (Suzuki)    |
| 3      | 1964 | Suzuka  | 250 cc | Jim Redman (Honda)        | Isamu Kasuya (Honda)          | Hiroshi Hasegawa (Yamaha)  | Jim Redman (Honda)        |
| 3      | 1964 | Suzuka  | 350 cc | Jim Redman (Honda)        | Mike Hailwood (MZ)            | Isamu Kasuya (Honda)       | Jim Redman (Honda)        |
|        |      |         |        |                           |                               |                            |                           |
| 4      | 1965 | Suzuka  | 50 cc  | Luigi Taveri (Honda)      | Ralph Bryans (Honda)          | Mitsuo Itō (Suzuki)        | Hugh Anderson (Suzuki)    |
| 4      | 1965 | Suzuka  | 125 cc | Hugh Anderson (Suzuki)    | Luigi Taveri (Honda)          | Ralph Bryans (Honda)       | Luigi Taveri (Honda)      |
| 4      | 1965 | Suzuka  | 250 cc | Mike Hailwood (Honda)     | Isamu Kasuya (Honda)          | Bill Ivy (Yamaha)          | Mike Hailwood (Honda)     |
| 4      | 1965 | Suzuka  | 350 cc | Mike Hailwood (MV Agusta) | Jim Redman (Honda)            | Isamu Kasuya (Honda)       | Mike Hailwood (MV Agusta) |
|        |      |         |        |                           |                               |                            |                           |
| 5      | 1966 | Fuji    | 50 cc  | Yoshimi Katayama (Suzuki) | Hans Georg Anscheidt (Suzuki) | Hugh Anderson (Suzuki)     | Yoshimi Katayama (Suzuki) |
| 5      | 1966 | Fuji    | 125 cc | Bill Ivy (Yamaha)         | Yoshimi Katayama (Suzuki)     | Mitsuo Itō (Suzuki)        | Bill Ivy (Yamaha)         |
| 5      | 1966 | Fuji    | 250 cc | Hiroshi Hasegawa (Yamaha) | Phil Read (Yamaha)            | Akiyasu Motohashi (Yamaha) | Phil Read (Yamaha)        |
| 5      | 1966 | Fuji    | 350 cc | Phil Read (Yamaha)        | Bill Ivy (Yamaha)             | Alberto Pagani (Aermacchi) | Bill Ivy (Yamaha)         |
|        |      |         |        |                           |                               |                            |                           |
| 6      | 1967 | Fuji    | 50 cc  | Mitsuo Itō (Suzuki)       | Stuart Graham (Suzuki)        | Hiroyuki Kawasaki (Suzuki) | Mitsuo Itō (Suzuki)       |
| 6      | 1967 | Fuji    | 125 cc | Hugh Anderson (Suzuki)    | Stuart Graham (Suzuki)        | Hideo Kanaya (Suzuki)      | Bill Ivy (Yamaha)         |
| 6      | 1967 | Fuji    | 250 cc | Ralph Bryans (Honda)      | Akiyasu Motohashi (Yamaha)    | Jyun Hamano (Yamaha)       | Hiroshi Hasegawa (Yamaha) |
| 6      | 1967 | Fuji    | 350 cc | Mike Hailwood (Honda)     | Ralph Bryans (Honda)          | Shigeyoshi Mimuro (Yamaha) | Mike Hailwood (Honda)     |

### Sinds 1987
| Editie | Jaar | Circuit | Klasse | 1e                          | 2e                           | 3e                             | Poleposition              | Snelste ronde                  |
| ------ | ---- | ------- | ------ | --------------------------- | ---------------------------- | ------------------------------ | ------------------------- | ------------------------------ |
| 7      | 1987 | Suzuka  | 250 cc | Masaru Kobayashi (Honda)    | Sito Pons (Honda)            | Reinhold Roth (Honda)          | Masahiro Shimizu (Honda)  | Masaru Kobayashi (Honda)       |
| 7      | 1987 | Suzuka  | 500 cc | Randy Mamola (Yamaha)       | Wayne Gardner (Honda)        | Takumi Ito (Suzuki)            | Niall Mackenzie (Honda)   | Randy Mamola (Yamaha)          |
|        |      |         |        |                             |                              |                                |                           |                                |
| 8      | 1988 | Suzuka  | 250 cc | Toni Mang (Honda)           | Sito Pons (Honda)            | Masaru Kobayashi (Honda)       | Toshihiko Honma (Yamaha)  | Sito Pons (Honda)              |
| 8      | 1988 | Suzuka  | 500 cc | Kevin Schwantz (Suzuki)     | Wayne Gardner (Honda)        | Eddie Lawson (Yamaha)          | Tadahiko Taira (Yamaha)   | Kevin Schwantz (Suzuki)        |
|        |      |         |        |                             |                              |                                |                           |                                |
| 9      | 1989 | Suzuka  | 125 cc | Ezio Gianola (Honda)        | Hisashi Unemoto (Honda)      | Kohji Takada (Honda)           | Ezio Gianola (Honda)      | Ezio Gianola (Honda)           |
| 9      | 1989 | Suzuka  | 250 cc | John Kocinski (Yamaha)      | Sito Pons (Honda)            | Luca Cadalora (Yamaha)         | John Kocinski (Yamaha)    | John Kocinski (Yamaha)         |
| 9      | 1989 | Suzuka  | 500 cc | Kevin Schwantz (Suzuki)     | Wayne Rainey (Yamaha)        | Eddie Lawson (Yamaha)          | Tadahiko Taira (Yamaha)   | Kevin Schwantz (Suzuki)        |
|        |      |         |        |                             |                              |                                |                           |                                |
| 10     | 1990 | Suzuka  | 125 cc | Hans Spaan (Honda)          | Stefan Prein (Honda)         | Kohji Takada (Honda)           | Kin'ya Wada (Honda)       | Stefan Prein (Honda)           |
| 10     | 1990 | Suzuka  | 250 cc | Luca Cadalora (Yamaha)      | Carlos Cardús (Honda)        | Wilco Zeelenberg (Honda)       | John Kocinski (Yamaha)    | Jacques Cornu (Honda)          |
| 10     | 1990 | Suzuka  | 500 cc | Wayne Rainey (Yamaha)       | Wayne Gardner (Honda)        | Kevin Schwantz (Suzuki)        | Wayne Rainey (Yamaha)     | Wayne Rainey (Yamaha)          |
|        |      |         |        |                             |                              |                                |                           |                                |
| 11     | 1991 | Suzuka  | 125 cc | Noboru Ueda (Honda)         | Fausto Gresini (Honda)       | Loris Capirossi (Honda)        | Noboru Ueda (Honda)       | Noboru Ueda (Honda)            |
| 11     | 1991 | Suzuka  | 250 cc | Luca Cadalora (Honda)       | Carlos Cardús (Honda)        | Wilco Zeelenberg (Honda)       | Wilco Zeelenberg (Honda)  | Luca Cadalora (Honda)          |
| 11     | 1991 | Suzuka  | 500 cc | Kevin Schwantz (Suzuki)     | Mick Doohan (Honda)          | Wayne Rainey (Yamaha)          | Kevin Schwantz (Suzuki)   | John Kocinski (Yamaha)         |
|        |      |         |        |                             |                              |                                |                           |                                |
| 12     | 1992 | Suzuka  | 125 cc | Ralf Waldmann (Honda)       | Bruno Casanova (Aprilia)     | Noboyuki Wakai (Honda)         | Bruno Casanova (Aprilia)  | Ralf Waldmann (Honda)          |
| 12     | 1992 | Suzuka  | 250 cc | Luca Cadalora (Honda)       | Tadayuki Okada (Honda)       | Nobuatsu Aoki (Honda)          | Nobuatsu Aoki (Honda)     | Luca Cadalora (Honda)          |
| 12     | 1992 | Suzuka  | 500 cc | Mick Doohan (Honda)         | Doug Chandler (Suzuki)       | Kevin Schwantz (Suzuki)        | Kevin Schwantz (Suzuki)   | Mick Doohan (Honda)            |
|        |      |         |        |                             |                              |                                |                           |                                |
| 13     | 1993 | Suzuka  | 125 cc | Dirk Raudies (Honda)        | Kazuto Sakata (Honda)        | Takeshi Tsujimura (Honda)      | Dirk Raudies (Honda)      | Kazuto Sakata (Honda)          |
| 13     | 1993 | Suzuka  | 250 cc | Tetsuya Harada (Yamaha)     | Tadayuki Okada (Honda)       | Doriano Romboni (Honda)        | Tetsuya Harada (Yamaha)   | Loris Capirossi (Honda)        |
| 13     | 1993 | Suzuka  | 500 cc | Wayne Rainey (Yamaha)       | Kevin Schwantz (Suzuki)      | Daryl Beattie (Honda)          | Kevin Schwantz (Suzuki)   | Kevin Schwantz (Suzuki)        |
|        |      |         |        |                             |                              |                                |                           |                                |
| 14     | 1994 | Suzuka  | 125 cc | Takeshi Tsujimura (Honda)   | Kazuto Sakata (Aprilia)      | Hideyuki Nakajō (Honda)        | Noboru Ueda (Honda)       | Kazuto Sakata (Aprilia)        |
| 14     | 1994 | Suzuka  | 250 cc | Tadayuki Okada (Honda)      | Loris Capirossi (Honda)      | Tohru Ukawa (Honda)            | Max Biaggi (Aprilia)      | Max Biaggi (Aprilia)           |
| 14     | 1994 | Suzuka  | 500 cc | Kevin Schwantz (Suzuki)     | Mick Doohan (Honda)          | Shinichi Ito (Honda)           | Luca Cadalora (Yamaha)    | Kevin Schwantz (Suzuki)        |
|        |      |         |        |                             |                              |                                |                           |                                |
| 15     | 1995 | Suzuka  | 125 cc | Haruchika Aoki (Honda)      | Akira Saitō (Honda)          | Kazuto Sakata (Aprilia)        | Kazuto Sakata (Aprilia)   | Hideyuki Nakajō (Honda)        |
| 15     | 1995 | Suzuka  | 250 cc | Ralf Waldmann (Honda)       | Nobuatsu Aoki (Honda)        | Sadanori Hikita (Honda)        | Tetsuya Harada (Yamaha)   | Tadayuki Okada (Honda)         |
| 15     | 1995 | Suzuka  | 500 cc | Daryl Beattie (Suzuki)      | Mick Doohan (Honda)          | Takuma Aoki (Honda)            | Mick Doohan (Honda)       | Mick Doohan (Honda)            |
|        |      |         |        |                             |                              |                                |                           |                                |
| 16     | 1996 | Suzuka  | 125 cc | Masaki Tokudome (Aprilia)   | Haruchika Aoki (Honda)       | Noboru Ueda (Honda)            | Noboru Ueda (Honda)       | Kazuto Sakata (Aprilia)        |
| 16     | 1996 | Suzuka  | 250 cc | Max Biaggi (Aprilia)        | Noriyasu Numata (Suzuki)     | Daijiro Kato (Honda)           | Tetsuya Harada (Yamaha)   | Max Biaggi (Aprilia)           |
| 16     | 1996 | Suzuka  | 500 cc | Norick Abe (Yamaha)         | Àlex Crivillé (Honda)        | Scott Russell (Suzuki)         | Àlex Crivillé (Honda)     | Norick Abe (Yamaha)            |
|        |      |         |        |                             |                              |                                |                           |                                |
| 17     | 1997 | Suzuka  | 125 cc | Noboru Ueda (Honda)         | Kazuto Sakata (Aprilia)      | Hideyuki Nakajō (Honda)        | Noboru Ueda (Honda)       | Masaki Tokudome (Aprilia)      |
| 17     | 1997 | Suzuka  | 250 cc | Daijiro Kato (Honda)        | Tohru Ukawa (Honda)          | Tetsuya Harada (Aprilia)       | Tetsuya Harada (Aprilia)  | Tetsuya Harada (Aprilia)       |
| 17     | 1997 | Suzuka  | 500 cc | Mick Doohan (Honda)         | Àlex Crivillé (Honda)        | Tadayuki Okada (Honda)         | Tadayuki Okada (Honda)    | Mick Doohan (Honda)            |
|        |      |         |        |                             |                              |                                |                           |                                |
| 18     | 1998 | Suzuka  | 125 cc | Kazuto Sakata (Aprilia)     | Tomomi Manako (Honda)        | Masao Azuma (Honda)            | Noboru Ueda (Honda)       | Masao Azuma (Honda)            |
| 18     | 1998 | Suzuka  | 250 cc | Daijiro Kato (Honda)        | Shinya Nakano (Yamaha)       | Naoki Matsudo (Yamaha)         | Daijiro Kato (Honda)      | Naoki Matsudo (Yamaha)         |
| 18     | 1998 | Suzuka  | 500 cc | Max Biaggi (Honda)          | Tadayuki Okada (Honda)       | Noriyuki Haga (Yamaha)         | Max Biaggi (Honda)        | Max Biaggi (Honda)             |
|        |      |         |        |                             |                              |                                |                           |                                |
| 19     | 1999 | Motegi  | 125 cc | Masao Azuma (Honda)         | Hideyuki Nakajō (Honda)      | Emilio Alzamora (Honda)        | Lucio Cecchinello (Honda) | Max Sabbatani (Honda)          |
| 19     | 1999 | Motegi  | 250 cc | Shinya Nakano (Yamaha)      | Tohru Ukawa (Honda)          | Loris Capirossi (Honda)        | Franco Battaini (Aprilia) | Tohru Ukawa (Honda)            |
| 19     | 1999 | Motegi  | 500 cc | Kenny Roberts (Suzuki)      | Mick Doohan (Honda)          | Norick Abe (Yamaha)            | Kenny Roberts (Suzuki)    | Mick Doohan (Honda)            |
|        |      |         |        |                             |                              |                                |                           |                                |
| 20     | 2000 | Suzuka  | 125 cc | Youichi Ui (Derbi)          | Noboru Ueda (Honda)          | Masao Azuma (Honda)            | Youichi Ui (Derbi)        | Roberto Locatelli (Aprilia)    |
| 20     | 2000 | Suzuka  | 250 cc | Daijiro Kato (Honda)        | Tohru Ukawa (Honda)          | Shinya Nakano (Yamaha)         | Daijiro Kato (Honda)      | Shinya Nakano (Yamaha)         |
| 20     | 2000 | Suzuka  | 500 cc | Norick Abe (Yamaha)         | Kenny Roberts (Suzuki)       | Tadayuki Okada (Honda)         | Kenny Roberts (Suzuki)    | Kenny Roberts (Suzuki)         |
|        |      |         |        |                             |                              |                                |                           |                                |
| 21     | 2001 | Suzuka  | 125 cc | Masao Azuma (Honda)         | Youichi Ui (Derbi)           | Simone Sanna (Aprilia)         | Masao Azuma (Honda)       | Masao Azuma (Honda)            |
| 21     | 2001 | Suzuka  | 250 cc | Daijiro Kato (Honda)        | Tetsuya Harada (Aprilia)     | Roberto Locatelli (Aprilia)    | Daijiro Kato (Honda)      | Daijiro Kato (Honda)           |
| 21     | 2001 | Suzuka  | 500 cc | Valentino Rossi (Honda)     | Garry McCoy (Yamaha)         | Max Biaggi (Yamaha)            | Loris Capirossi (Honda)   | Tohru Ukawa (Honda)            |
|        |      |         |        |                             |                              |                                |                           |                                |
| 22     | 2002 | Suzuka  | 125 cc | Arnaud Vincent (Aprilia)    | Mirko Giansanti (Honda)      | Manuel Poggiali (Gilera)       | Dani Pedrosa (Honda)      | Stefano Bianco (Aprilia)       |
| 22     | 2002 | Suzuka  | 250 cc | Osamu Miyazaki (Yamaha)     | Daisaku Sakai (Honda)        | Randy de Puniet (Aprilia)      | Fonsi Nieto (Aprilia)     | Osamu Miyazaki (Yamaha)        |
| 22     | 2002 | Suzuka  | MotoGP | Valentino Rossi (Honda)     | Akira Ryo (Suzuki)           | Carlos Checa (Yamaha)          | Valentino Rossi (Honda)   | Valentino Rossi (Honda)        |
|        |      |         |        |                             |                              |                                |                           |                                |
| 23     | 2003 | Suzuka  | 125 cc | Stefano Perugini (Aprilia)  | Mirko Giansanti (Aprilia)    | Steve Jenkner (Aprilia)        | Alex de Angelis (Aprilia) | Stefano Perugini (Aprilia)     |
| 23     | 2003 | Suzuka  | 250 cc | Manuel Poggiali (Aprilia)   | Hiroshi Aoyama (Honda)       | Yuki Takahashi (Honda)         | Hiroshi Aoyama (Honda)    | Hiroshi Aoyama (Honda)         |
| 23     | 2003 | Suzuka  | MotoGP | Valentino Rossi (Honda)     | Max Biaggi (Honda)           | Loris Capirossi (Ducati)       | Valentino Rossi (Honda)   | Valentino Rossi (Honda)        |
|        |      |         |        |                             |                              |                                |                           |                                |
| 24     | 2004 | Motegi  | 125 cc | Andrea Dovizioso (Honda)    | Roberto Locatelli (Aprilia)  | Héctor Barberá (Aprilia)       | Andrea Dovizioso (Honda)  | Andrea Dovizioso (Honda)       |
| 24     | 2004 | Motegi  | 250 cc | Dani Pedrosa (Honda)        | Toni Elías (Honda)           | Hiroshi Aoyama (Honda)         | Dani Pedrosa (Honda)      | Dani Pedrosa (Honda)           |
| 24     | 2004 | Motegi  | MotoGP | Makoto Tamada (Honda)       | Valentino Rossi (Yamaha)     | Shinya Nakano (Kawasaki)       | Makoto Tamada (Honda)     | Makoto Tamada (Honda)          |
|        |      |         |        |                             |                              |                                |                           |                                |
| 25     | 2005 | Motegi  | 125 cc | Mika Kallio (KTM)           | Thomas Lüthi (Honda)         | Héctor Faubel (Aprilia)        | Gábor Talmácsi (KTM)      | Mateo Tunez (Aprilia)          |
| 25     | 2005 | Motegi  | 250 cc | Hiroshi Aoyama (Honda)      | Dani Pedrosa (Honda)         | Casey Stoner (Aprilia)         | Hiroshi Aoyama (Honda)    | Dani Pedrosa (Honda)           |
| 25     | 2005 | Motegi  | MotoGP | Loris Capirossi (Ducati)    | Max Biaggi (Honda)           | Makoto Tamada (Honda)          | Loris Capirossi (Ducati)  | Loris Capirossi (Ducati)       |
|        |      |         |        |                             |                              |                                |                           |                                |
| 26     | 2006 | Motegi  | 125 cc | Mika Kallio (KTM)           | Álvaro Bautista (Aprilia)    | Julián Simón (KTM)             | Álvaro Bautista (Aprilia) | Mika Kallio (KTM)              |
| 26     | 2006 | Motegi  | 250 cc | Hiroshi Aoyama (KTM)        | Alex de Angelis (Aprilia)    | Jorge Lorenzo (Aprilia)        | Jorge Lorenzo (Aprilia)   | Hiroshi Aoyama (KTM)           |
| 26     | 2006 | Motegi  | MotoGP | Loris Capirossi (Ducati)    | Valentino Rossi (Yamaha)     | Marco Melandri (Honda)         | Loris Capirossi (Ducati)  | Valentino Rossi (Yamaha)       |
|        |      |         |        |                             |                              |                                |                           |                                |
| 27     | 2007 | Motegi  | 125 cc | Mattia Pasini (Aprilia)     | Gábor Talmácsi (Aprilia)     | Héctor Faubel (Aprilia)        | Mattia Pasini (Aprilia)   | Raffaele De Rosa (Aprilia)     |
| 27     | 2007 | Motegi  | 250 cc | Mika Kallio (KTM)           | Andrea Dovizioso (Honda)     | Héctor Barberá (Aprilia)       | Shūhei Aoyama (Honda)     | Andrea Dovizioso (Honda)       |
| 27     | 2007 | Motegi  | MotoGP | Loris Capirossi (Ducati)    | Randy de Puniet (Kawasaki)   | Toni Elías (Honda)             | Dani Pedrosa (Honda)      | Toni Elías (Honda)             |
|        |      |         |        |                             |                              |                                |                           |                                |
| 28     | 2008 | Motegi  | 125 cc | Stefan Bradl (Aprilia)      | Mike Di Meglio (Derbi)       | Gábor Talmácsi (Aprilia)       | Mike Di Meglio (Derbi)    | Gábor Talmácsi (Aprilia)       |
| 28     | 2008 | Motegi  | 250 cc | Marco Simoncelli (Gilera)   | Álvaro Bautista (Aprilia)    | Alex Debón (Aprilia)           | Marco Simoncelli (Gilera) | Álvaro Bautista (Aprilia)      |
| 28     | 2008 | Motegi  | MotoGP | Valentino Rossi (Yamaha)    | Casey Stoner (Ducati)        | Dani Pedrosa (Honda)           | Jorge Lorenzo (Yamaha)    | Casey Stoner (Ducati)          |
|        |      |         |        |                             |                              |                                |                           |                                |
| 29     | 2009 | Motegi  | 125 cc | Andrea Iannone (Aprilia)    | Julián Simón (Aprilia)       | Pol Espargaró (Derbi)          | Andrea Iannone (Aprilia)  | Andrea Iannone (Aprilia)       |
| 29     | 2009 | Motegi  | 250 cc | Álvaro Bautista (Aprilia)   | Hiroshi Aoyama (Honda)       | Mattia Pasini (Aprilia)        | Marco Simoncelli (Gilera) | Álvaro Bautista (Aprilia)      |
| 29     | 2009 | Motegi  | MotoGP | Jorge Lorenzo (Yamaha)      | Valentino Rossi (Yamaha)     | Dani Pedrosa (Honda)           | Valentino Rossi (Yamaha)  | Jorge Lorenzo (Yamaha)         |
|        |      |         |        |                             |                              |                                |                           |                                |
| 30     | 2010 | Motegi  | 125 cc | Marc Márquez (Derbi)        | Nicolás Terol (Aprilia)      | Bradley Smith (Aprilia)        | Marc Márquez (Derbi)      | Sandro Cortese (Derbi)         |
| 30     | 2010 | Motegi  | Moto2  | Toni Elías (Moriwaki)       | Julián Simón (Suter)         | Karel Abraham (FTR)            | Julián Simón (Suter)      | Julián Simón (Suter)           |
| 30     | 2010 | Motegi  | MotoGP | Casey Stoner (Ducati)       | Andrea Dovizioso (Honda)     | Valentino Rossi (Yamaha)       | Andrea Dovizioso (Honda)  | Valentino Rossi (Yamaha)       |
|        |      |         |        |                             |                              |                                |                           |                                |
| 31     | 2011 | Motegi  | 125 cc | Johann Zarco (Derbi)        | Nicolás Terol (Aprilia)      | Héctor Faubel (Aprilia)        | Johann Zarco (Derbi)      | Johann Zarco (Derbi)           |
| 31     | 2011 | Motegi  | Moto2  | Andrea Iannone (Suter)      | Marc Márquez (Suter)         | Thomas Lüthi (Suter)           | Marc Márquez (Suter)      | Andrea Iannone (Suter)         |
| 31     | 2011 | Motegi  | MotoGP | Dani Pedrosa (Honda)        | Jorge Lorenzo (Yamaha)       | Casey Stoner (Honda)           | Casey Stoner (Honda)      | Dani Pedrosa (Honda)           |
|        |      |         |        |                             |                              |                                |                           |                                |
| 32     | 2012 | Motegi  | Moto3  | Danny Kent (KTM)            | Maverick Viñales (FTR-Honda) | Alessandro Tonucci (FTR-Honda) | Danny Kent (KTM)          | Alessandro Tonucci (FTR-Honda) |
| 32     | 2012 | Motegi  | Moto2  | Marc Márquez (Suter)        | Pol Espargaró (Kalex)        | Esteve Rabat (Kalex)           | Pol Espargaró (Kalex)     | Pol Espargaró (Kalex)          |
| 32     | 2012 | Motegi  | MotoGP | Dani Pedrosa (Honda)        | Jorge Lorenzo (Yamaha)       | Álvaro Bautista (Honda)        | Jorge Lorenzo (Yamaha)    | Dani Pedrosa (Honda)           |
|        |      |         |        |                             |                              |                                |                           |                                |
| 33     | 2013 | Motegi  | Moto3  | Álex Márquez (KTM)          | Maverick Viñales (KTM)       | Jonas Folger (Kalex-KTM)       | Álex Rins (KTM)           | Isaac Viñales (FTR-Honda)      |
| 33     | 2013 | Motegi  | Moto2  | Pol Espargaró (Kalex)       | Mika Kallio (Kalex)          | Thomas Lüthi (Suter)           | Mika Kallio (Kalex)       | Pol Espargaró (Kalex)          |
| 33     | 2013 | Motegi  | MotoGP | Jorge Lorenzo (Yamaha)      | Marc Márquez (Honda)         | Dani Pedrosa (Honda)           | Jorge Lorenzo (Yamaha)    | Jorge Lorenzo (Yamaha)         |
|        |      |         |        |                             |                              |                                |                           |                                |
| 34     | 2014 | Motegi  | Moto3  | Álex Márquez (Honda)        | Efrén Vázquez (Honda)        | Brad Binder (Mahindra)         | Danny Kent (Husqvarna)    | Álex Márquez (Honda)           |
| 34     | 2014 | Motegi  | Moto2  | Thomas Lüthi (Suter)        | Maverick Viñales (Kalex)     | Esteve Rabat (Kalex)           | Esteve Rabat (Kalex)      | Maverick Viñales (Kalex)       |
| 34     | 2014 | Motegi  | MotoGP | Jorge Lorenzo (Yamaha)      | Marc Márquez (Honda)         | Valentino Rossi (Yamaha)       | Andrea Dovizioso (Ducati) | Jorge Lorenzo (Yamaha)         |
|        |      |         |        |                             |                              |                                |                           |                                |
| 35     | 2015 | Motegi  | Moto3  | Niccolò Antonelli (Honda)   | Miguel Oliveira (KTM)        | Jorge Navarro (Honda)          | Romano Fenati (KTM)       | Isaac Viñales (KTM)            |
| 35     | 2015 | Motegi  | Moto2  | Johann Zarco (Kalex)        | Jonas Folger (Kalex)         | Sandro Cortese (Kalex)         | Johann Zarco (Kalex)      | Jonas Folger (Kalex)           |
| 35     | 2015 | Motegi  | MotoGP | Dani Pedrosa (Honda)        | Valentino Rossi (Yamaha)     | Jorge Lorenzo (Yamaha)         | Jorge Lorenzo (Yamaha)    | Jorge Lorenzo (Yamaha)         |
|        |      |         |        |                             |                              |                                |                           |                                |
| 36     | 2016 | Motegi  | Moto3  | Enea Bastianini (Honda)     | Brad Binder (KTM)            | Nicolò Bulega (KTM)            | Hiroki Ono (Honda)        | Nicolò Bulega (KTM)            |
| 36     | 2016 | Motegi  | Moto2  | Thomas Lüthi (Kalex)        | Johann Zarco (Kalex)         | Franco Morbidelli (Kalex)      | Johann Zarco (Kalex)      | Franco Morbidelli (Kalex)      |
| 36     | 2016 | Motegi  | MotoGP | Marc Márquez (Honda)        | Andrea Dovizioso (Ducati)    | Maverick Viñales (Suzuki)      | Valentino Rossi (Yamaha)  | Marc Márquez (Honda)           |
|        |      |         |        |                             |                              |                                |                           |                                |
| 37     | 2017 | Motegi  | Moto3  | Romano Fenati (Honda)       | Niccolò Antonelli (KTM)      | Marco Bezzecchi (Mahindra)     | Nicolò Bulega (KTM)       | Romano Fenati (Honda)          |
| 37     | 2017 | Motegi  | Moto2  | Álex Márquez (Kalex)        | Xavi Vierge (Tech 3)         | Hafizh Syahrin (Kalex)         | Takaaki Nakagami (Kalex)  | Álex Márquez (Kalex)           |
| 37     | 2017 | Motegi  | MotoGP | Andrea Dovizioso (Ducati)   | Marc Márquez (Honda)         | Danilo Petrucci (Ducati)       | Johann Zarco (Yamaha)     | Andrea Dovizioso (Ducati)      |
|        |      |         |        |                             |                              |                                |                           |                                |
| 38     | 2018 | Motegi  | Moto3  | Marco Bezzecchi (KTM)       | Lorenzo Dalla Porta (Honda)  | Darryn Binder (KTM)            | Gabriel Rodrigo (KTM)     | Darryn Binder (KTM)            |
| 38     | 2018 | Motegi  | Moto2  | Francesco Bagnaia (Kalex)   | Lorenzo Baldassarri (Kalex)  | Miguel Oliveira (KTM)          | Francesco Bagnaia (Kalex) | Francesco Bagnaia (Kalex)      |
| 38     | 2018 | Motegi  | MotoGP | Marc Márquez (Honda)        | Cal Crutchlow (Honda)        | Álex Rins (Suzuki)             | Andrea Dovizioso (Ducati) | Marc Márquez (Honda)           |
|        |      |         |        |                             |                              |                                |                           |                                |
| 39     | 2019 | Motegi  | Moto3  | Lorenzo Dalla Porta (Honda) | Albert Arenas (KTM)          | Celestino Vietti (KTM)         | Niccolò Antonelli (Honda) | Lorenzo Dalla Porta (Honda)    |
| 39     | 2019 | Motegi  | Moto2  | Luca Marini (Kalex)         | Thomas Lüthi (Kalex)         | Jorge Martín (KTM)             | Luca Marini (Kalex)       | Jorge Martín (KTM)             |
| 39     | 2019 | Motegi  | MotoGP | Marc Márquez (Honda)        | Fabio Quartararo (Yamaha)    | Andrea Dovizioso (Ducati)      | Marc Márquez (Honda)      | Marc Márquez (Honda)           |
|        |      |         |        |                             |                              |                                |                           |                                |
| 40     | 2022 | Motegi  | Moto3  | Izan Guevara (GasGas)       | Dennis Foggia (Honda)        | Ayumu Sasaki (Husqvarna)       | Tatsuki Suzuki (Honda)    | Jaume Masiá (KTM)              |
| 40     | 2022 | Motegi  | Moto2  | Ai Ogura (Kalex)            | Augusto Fernández (Kalex)    | Alonso López (Boscoscuro)      | Arón Canet (Kalex)        | Augusto Fernández (Kalex)      |
| 40     | 2022 | Motegi  | MotoGP | Jack Miller (Ducati)        | Brad Binder (KTM)            | Jorge Martín (Ducati)          | Marc Márquez (Honda)      | Jack Miller (Ducati)           |
|        |      |         |        |                             |                              |                                |                           |                                |
| 41     | 2023 | Motegi  | Moto3  | Jaume Masiá (Honda)         | Ayumu Sasaki (Husqvarna)     | Daniel Holgado (KTM)           | Jaume Masiá (Honda)       | Ayumu Sasaki (Husqvarna)       |
| 41     | 2023 | Motegi  | Moto2  | Somkiat Chantra (Kalex)     | Ai Ogura (Kalex)             | Pedro Acosta (Kalex)           | Somkiat Chantra (Kalex)   | Somkiat Chantra (Kalex)        |
| 41     | 2023 | Motegi  | MotoGP | Jorge Martín (Ducati)       | Francesco Bagnaia (Ducati)   | Marc Márquez (Honda)           | Jorge Martín (Ducati)     | Johann Zarco (Ducati)          |
|        |      |         |        |                             |                              |                                |                           |                                |
| 42     | 2024 | Motegi  | Moto3  | David Alonso (CFMoto)       | Collin Veijer (Husqvarna)    | Adrián Fernández (Honda)       | Iván Ortolá (KTM)         | David Alonso (CFMoto)          |
| 42     | 2024 | Motegi  | Moto2  | Manuel González (Kalex)     | Ai Ogura (Boscoscuro)        | Filip Salač (Kalex)            | Jake Dixon (Kalex)        | Manuel González (Kalex)        |
| 42     | 2024 | Motegi  | MotoGP | Francesco Bagnaia (Ducati)  | Jorge Martín (Ducati)        | Marc Márquez (Ducati)          | Pedro Acosta (KTM)        | Jorge Martín (Ducati)          |

## Voetnoten
1962 · 1963 · 1964 · 1965 · 1966 · 1967 · 1987 · 1988 · 1989 · 1990 · 1991 · 1992 · 1993 · 1994 · 1995 · 1996 · 1997 · 1998 · 1999 · 2000 · 2001 · 2002 · 2003 · 2004 · 2005 · 2006 · 2007 · 2008 · 2009 · 2010 · 2011 · 2012 · 2013 · 2014 · 2015 · 2016 · 2017 · 2018 · 2019 · 2022 · 2023 · 2024 · 2025